# Nachrichtenpolizei Niedersachsen
Die Nachrichtenpolizei Niedersachsen war eine Sparte der Polizei Niedersachsen, die ab 1952 bis zu ihrer Integration in die Kriminalpolizei 1974 bestand. Sie war für Staatsschutzdelikte und politisch motivierte Kriminalität in Niedersachsen zuständig.

## Entstehung
Die Polizei Niedersachsen, die sich durch Inkrafttreten des Polizeigesetzes von 1951 gebildet hatte, bestand aus den Sparten Schutzpolizei mit Wasserschutzpolizei und Bereitschaftspolizei als uniformierter Polizei und Kriminalpolizei als ziviler Polizei mit der Weiblichen Kriminalpolizei. Als weitere Sparte kam 1952 durch Runderlass des niedersächsischen Innenministeriums die Nachrichtenpolizei Niedersachsen hinzu. Aufgebaut wurde sie von Fritz Tobias, der als Referent in der Polizeiabteilung des niedersächsischen Innenministeriums arbeitete. Ihre Gründung knüpfte inhaltlich an den Polizeibrief der alliierten Militärgouverneure von 1949 zur Überwachung umstürzlerischer Tätigkeiten an. Zuvor waren seit 1945 der deutschen Polizei politisch-polizeiliche Aufgaben in der Britischen Besatzungszone von der britischen Militärregierung strikt verboten worden, was auf den Erfahrungen aus der Zeit des Nationalsozialismus beruhte.

## Aufgaben
Zu den polizeilichen Aufgaben der Nachrichtenpolizei gehörte die Strafverfolgung, insbesondere bei den einschlägigen Strafbestimmungen zu Hochverrat, Gefährdung des demokratischen Rechtsstaates und Landesverrat sowie bei sonstigen politisch motivierten Straftaten.
Eine weitere Aufgabe war die Gefahrenabwehr und die Beobachtung im Zusammenhang mit:
| - verfassungsfeindlichen Organisationen und Bestrebungen - politischem Vereins- und Versammlungswesen - politischen Druckerzeugnissen und Veröffentlichungen - Teilnahme an verbotenen Vereinigungen - Sicherung lebenswichtiger Anlagen vor Sabotage | - legalem und illegalem Grenzverkehr - Pass- und Ausweisangelegenheiten - Waffen-, Munitions- und Sprengstoffangelegenheiten - Beleidigung von Personen im politischen Leben - Begleitschutz |

### Karteien
Laut dem Errichtungserlass des niedersächsischen Innenministeriums vom 12. März 1952 hatte die Nachrichtenpolizei folgende Karteien zu führen:
| - Personen - Organisationen - Kraftfahrzeuge von links- und rechtsradikalen Organisationen - Angehörige links- und rechtsradikaler Organisationen | - geflüchtete Volkspolizisten - Besitz und Lagerung von Waffen, Munition, Sprengstoff - lebenswichtige Anlagen - Grenzgänger |

## Gliederung und Personal
Bei jedem Polizeiabschnitt in Niedersachsen wurde als unterste Organisationsebene der Nachrichtenpolizei eine Nachrichtenstelle eingerichtet, im Zonengrenzgebiet waren es Nachrichtennebenstellen. Insgesamt entstanden in den 6 Regierungsbezirken (Aurich, Hannover, Hildesheim, Lüneburg, Osnabrück, Stade) und 2 Verwaltungsbezirken (Braunschweig, Oldenburg) 76 Dienststellen der Nachrichtenpolizei. Im Laufe der Zeit kam es zu einer Konzentrierung und Verringerung der Organisationseinheiten. Parallel dazu, aber organisatorisch getrennt, bestanden landesweit 67 Dienststellen der Kriminalpolizei. 1954 bekam die Nachrichtenpolizei durch einen Erlass des niedersächsischen Innenministeriums eine Zentralstelle, die als Abteilung D an das Landeskriminalpolizeiamt Niedersachsen angegliedert wurde. Zu den Aufgaben der Zentralstelle gehörten unter anderem Begleitschutz-, Sicherungs-, Observations- und Schulungsmaßnahmen sowie die Zusammenarbeit mit Bundesbehörden, wie dem Generalbundesanwalt und dem Bundeskriminalamt.
Laut dem Errichtungsanlass des Innenministeriums von 1952 kamen als Mitarbeiter nur besonders befähigte Polizeivollzugsbeamte der uniformierten Polizei und der Kriminalpolizei in Frage, die eine persönliche Neigung für diese Tätigkeit hatten. Sie sollten charakterlich gefestigt und politisch zuverlässig im Sinne einer republikanischen, demokratischen und sozialen Staatsauffassung sein. Da die Beamten laut Erlass grundsätzlich Beamte der Kriminalpolizei sein sollten, wurden die zunächst abgeordneten uniformierten Polizeibeamten beschleunigt in die Kriminalpolizei übernommen. Im Dienst wurde Zivilkleidung getragen. Die Beamten der Nachrichtenpolizei hatten hoheitliche Befugnisse und waren Hilfsbeamte der Staatsanwaltschaft. Sie waren Geheimnisträger sowie Waffenträger.

## Tätigkeiten
In den 1950er Jahren war die Nachrichtenpolizei maßgeblich an der Beschaffung von Beweismitteln im Parteiverbotsverfahren gegen die Sozialistische Reichspartei (SRP) und die Kommunistische Partei Deutschlands (KPD) beteiligt, was 1952 beziehungsweise 1956 zu deren Verbot durch das Bundesverfassungsgericht führte. Am Tag des KPD-Verbots am 17. August 1956 verhaftete die Nachrichtenpolizei in Hannover den KPD-Funktionär Heinz Zscherpe. Dies geschah trotz seiner Immunität als Abgeordneter des niedersächsischen Landtags. Wegen der Verhaftung leitete die Staatsanwaltschaft Hannover ein Ermittlungsverfahren gegen mehrere Beamte wegen Missachtung der Abgeordnetenimmunität ein.
Die Nachrichtenpolizei wirkte an polizeilichen Maßnahmen gegen hunderte von der Bundesregierung verbotene Organisationen mit verfassungswidrigem Charakter mit. In den 1960er Jahren lag ein Arbeitsschwerpunkt in der Bekämpfung des Landesverrats. Zwischen 1960 und 1968 wurden in diesem Bereich rund 3000 Ermittlungsverfahren bearbeitet, die hauptsächlich auf Anbahnungen der Hauptverwaltung A aus der DDR beruhten. Ein ständiges Tätigkeitsfeld war die Berichterstattung über extreme politische Bestrebungen, die polizeiintern und extern für den Niedersächsischen Verfassungsschutz erfolgte. Anfang der 1970er Jahre wurden landesweit im Schnitt jährlich rund 9000 Berichte verfasst. Inhaltlich befassten sie sich unter anderem mit verfassungsfeindlichen Bestrebungen, gewalttätigen Demonstrationen und terroristischen Aktionen.

## Auflösung und Integration
1971 wurde offenkundig, dass es seit Anfang der 1960er Jahre in Niedersachsen eine starke Zunahme der Kriminalität und einen Wandel bei den Kriminalitätsformen gab. Das niedersächsische Innenministerium sah sich zu einer Änderung der kriminalpolizeilichen Organisation gezwungen. 1972 rief das Ministerium eine Kommission ein, die ein Umorganisierungsmodell entwarf, das 1974 in Kraft trat. Dabei wurde die Organisation der Nachrichtenpolizei einschließlich ihres Personals in die ebenfalls umorganisierte Kriminalpolizei integriert. Bei den landesweit neu entstandenen Kriminalpolizeiinspektionen bearbeitete das 7. Kommissariat die politisch motivierte Kriminalität. Die Bezeichnung Nachrichtenpolizei wandelte sich allmählich in den Begriff polizeilicher Staatsschutz.